# Перро, Жильбер
Жильбер Перро (фр. Gilbert Perreault; род. 13 ноября 1950, Викториавилл, Квебек) — канадский хоккеист, нападающий. В период с 1970 по 1986 год выступал в НХЛ в составе единственной команды — «Баффало Сейбрз». В 1990 году был включён в Зал хоккейной славы.
Девять раз участвовал в Матче всех звёзд НХЛ. Дважды включался в NHL All-Star Team по итогам сезона. Обладатель престижных наград лиги по итогам сезона «Колдер Трофи» (лучшему новичку сезона) и «Леди Бинг Трофи» (за джентльменскую игру).
В течение всей своей карьеры выступал за «Баффало Сейбрз», начиная с самой первой игры этого клуба в НХЛ в год основания. По сей день (на 2013 г.) Перро остаётся лидёром клуба по таким статистическим категориям как заброшенные шайбы, голевые передачи, набранные очки, победные голы и броски по воротам в регулярных чемпионатах. С 1981 года и до завершения карьеры в 1986 г. был капитаном команды.
На протяжении 17 сезонов в НХЛ забил 512 голов и отдал 814 передач в 1191 поединке. Одним из ярчайших моментов его карьеры Перро победный гол в овертайме Матча всех звёзд НХЛ 1978, сыгранный в ставшем родным для Жильбера Баффало. Однажды Перро удалось набрать семь очков в одной игре в НХЛ, что остаётся рекордом «Сейбрз». Ему также принадлежит первый гол в большинстве и первый хет-трик в истории клуба. Только Перро выступал в составе «Баффало» под 11-м номером, так как он был навечно закреплён за Жильбером в знак признания его заслуг.
В составе сборной Канады участвовал в Суперсерии 1972 против сборной Советского Союза. Перро сыграл в двух матчах серии, отметившись двумя набранными очками. Также участвовал в двух Кубках Канады (1976 и 1981).

## Статистика
| Легенда | Легенда                    | Легенда | Легенда                   | Легенда | Легенда    |
| ------- | -------------------------- | ------- | ------------------------- | ------- | ---------- |
| И       | Количество проведённых игр | Штр     | Штрафное время            | +/−     | Плюс-минус |
| Г       | Голы                       | П       | Голевые передачи          | О       | Очки       |
| -       | Статистика неизвестна      | —       | Статистика не учитывалась |         |            |